# بيج رانك (خوارزمية)

مثال عن ترتيب الصفحات PR، رياضيا رتبة الصفحة (PageRank) في شبكة بسيطة يعبر عنها بالنسبة المئوية (تستخدم جوجل مقياس لوغاريتمي). الصفحة C لها رتبة أعلى عن الصفحة E وعلى الرغم من ان الصفحة C لها وصلات اقل بكثير ولكن الوصلة الوحيدة تاتي من صفحة غاية في الاهمية برتبة أعلى من الجميع وهي B

صفحات أخرى لنظم حسابات بحث أخرى لجوجل مثل جوجل بنجوين، جوجل باندا، جوجل همينج بيرد .
بيج رانك (بالإنجليزية: PageRank)‏ يفضل ان يطلق عليه بيج رانك؛ لأن تلك التسمية راجعة إلى كلمة صفحة ويب  وكذلك راجعة إلى اسم لاري بيج أحد مؤسسى جوجل، والذي صمم تلك الخوارزميات ( Algorithm )، رتبة الصفحة هي وسيلة لحساب أهمية صفحات أي موقع، وتعطى ترتيبات ظهور الصفحات في بحث جوجل، شاركه أيضًا سيرغي برين المؤسس الآخر للشركة .
بناء على تعريف شركة جوجل:
| بيج رانك (خوارزمية) | إن رتبة الصفحة ( PageRank ) تعرف عن طريق حساب الرقم وجودة الوصلات للصفحة لتحديد تقدير تقريبي لأهمية الموقع الإلكتروني، الافتراض الأساسي هو انه تزداد اهمية الموقع الإلكتروني بناء على أستقباله واتصاله بوصلات أكثر من المواقع الإلكترونية الأخرى . | بيج رانك (خوارزمية) |

إنها ليست الطريقة الحسابية ( الخوارزمية ) الوحيدة المستخدمة من قبل جوجل لترتيب نتائج البحث في محركها، ولكنها أيضًا الطريقة الحسابية ( algorithm ) الأولى المستخدمة بواسطة شركة جوجل والأفضل والأشهر .

## وصف

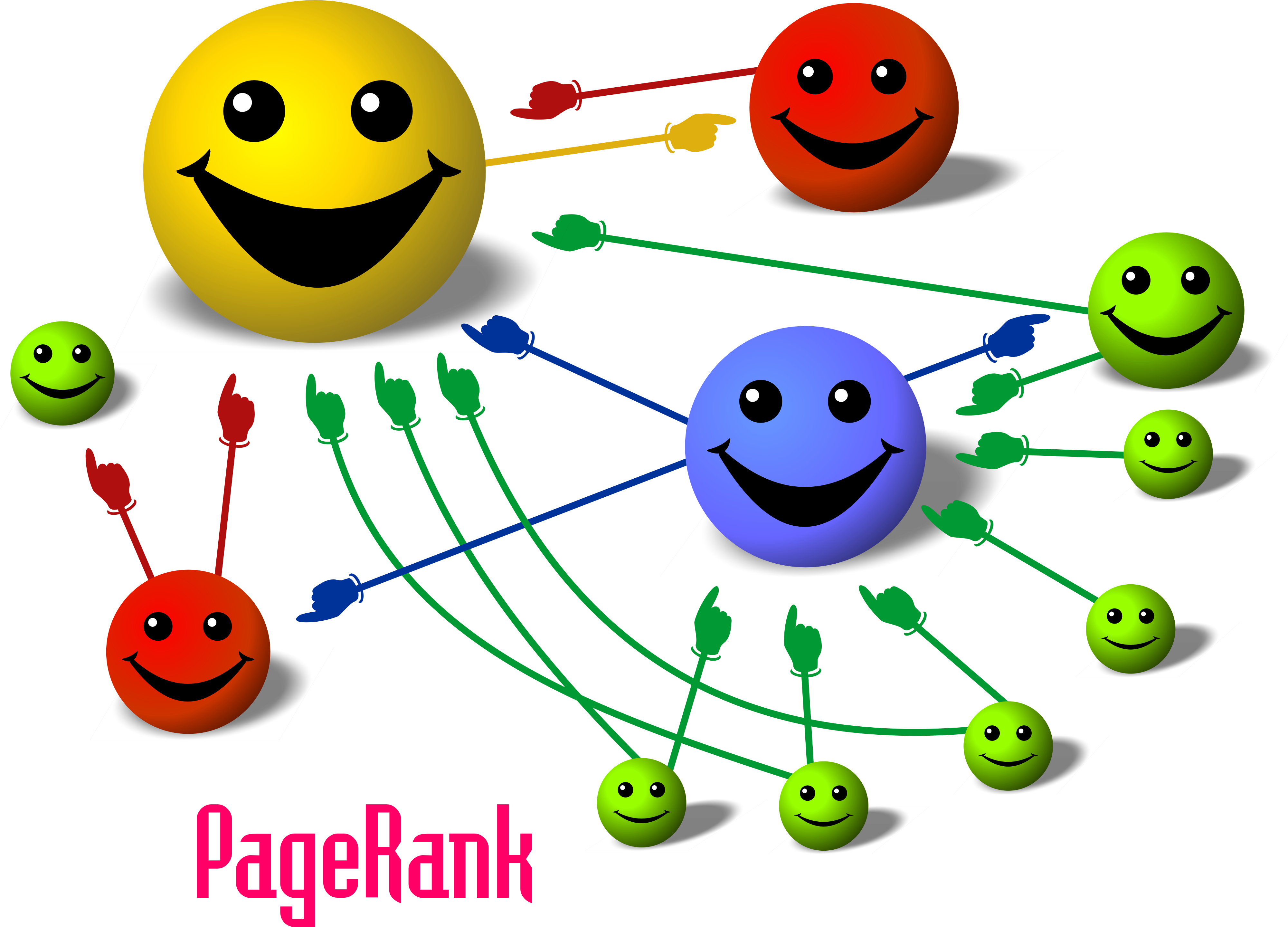
كرتون توضيحي للمفاهيم الاساسية لرتب الصفحات، الوجه الأكبر يدل على رتبة أعلى.

هي نوع من خوارزميات تحليل الروابط ( link analysis ) وهي تخصص حسابات عددية تسمى أوزان تحليلية عددية ( numerical weighting ) إلى كل عنصر في مجموعة وصلات الويب التشعبية ( Hyperlink ) الموجودة في المستند ( Document ) أو الملف - كماهو موجود في صفحات الشبكة العنكبوتية العالمية ( World Wide Web ) كوسيلة لتقيم وقياس أهمية هذه الروابط لبعضها البعض .
هذه الخوارزميات أو المعادلات الحسابية يمكن ان تطبق على أي مجموعة من الوصلات التبادلية ( reciprocal ) الاقتباسية والمرجعية، الأوزان العددية ( weighting ) المخصصة لاي عنصر وليكن مثلا ( E ) يشار اليها على انها رتبة الصفحة E ويرمز لها كالتالي {\displaystyle PR(E)}، العوامل أخرى مثل رتبة المؤلف ( Author Rank ) يمكن أن تسهم في أهمية الصفحة .
رتبة الصفحة تنتج من حسابات رياضية مبنية على رسم بياني ويب ( Webgraph ) تم إنشاؤها لجميع صفحات الإنترنت للشبكة العنكبوتية العالمية ( WWW ) كنقط التقاء ( Nodes ) وروابط التشعبية آخذة في الاعتبار مراكز السلطة والقوة مثل سي إن إن دوت كوم ( cnn.com ) ويو أس أيه دوت جوف ( usa.gov ) .

## نبذة تاريخية
صمم هذا الخوارزم عن طريق مؤسسي شركة جوجل حينما كانوا طلبة في جامعة ستانفورد. فالكلمة ذاتها "PageRank" هي علامة مسجلة لشركة جوجل

## معلومات متفرقة

كيفية عمل ترتيب الصفحات PageRank

- كل قيمة أعلى في الـ PageRank يكون الوصول لها أصعب من سابقتها فالوصول إلى PR6 أصعب بأربع مرات من الوصول إلى PR5.
- إضافتك لصفحات جديدة لموقعك قد يقلل من قيمة صفحات أخرى ولكن هذا التقليل لإعطاء قيمة للصفحة الجديدة.
- الروابط الداخلية الفعالة في موقعك مهمة.
- يجب أن تكون صفحات موقعك مترابطة لتسهل على عنكبوت الأرشفة أرشفة جميع الصفحات.
- من الممكن أن يطرد موقعك من قوقل إذا قمت ببعض العمليات غير المسموح بها مثل النصوص المخفية أو إيهام محرك البحث بعرض محتويات مخصصة له فقط (cloaking) أو أي عملية تخالف أنظمة قوقل.
- جوجل لايحب الصفحات الممتلئة بالروابط الخارجية خصوصا تلك التي يوجد بها أكثر من 100 رابط.
- إذا كان هناك أكثر من رابط في نفس الصفحة يؤدون إلى صفحة واحدة فستعتبر هذه الروابط كلها كرابط واحد.
- الروابط ذات النصوص الجيدة والمرتبطة بمحتوى موقعك ستضمن لك الظهور في نتائج البحث المناسبة.
- ربما تخسر بعض من قيمة الـ PageRank لموقعك إذا فقدت بعض الروابط المهمة التي تؤدي إلى موقعك أو إذا نقصت قيمة الـ PageRank للصفحات المحتوية على هذه الروابط.
- الـ PageRank واحد من عوامل عديدة تستخدمها جوجل للتعرف على ترابط وأهمية الصفحات.
- الـ meta-tag لا تأثر على قيمة الـ PageRank لكن قد يستخدمها قوقل لتوصيف موقعك في نتائج البحث وستكون نافعة إذا كانت صفحات موقعك مليئة بالجرافيكس.
- الـ PageRank لايتم حسابه للموقع كاملاً بل يتم لكل صفحة على حدى.
- إذا كانت هناك صفحة سيئة ذات PageRank منخفض بها روابط تشير إلى صفحة أخرى فان هذه الصفحة لا تتأثر بها، لن يعاقبك جوجل لأن هناك صفحات سيئة تربط بك.
- إذا قمت بإضافة “نوفولو” إلى عنصر rel في الرابط فلن يدخل هذا الرابط في حساب الـ PageRank.
- إذا كان هناك رابط من صفحة إلى نفسها فانه لايؤثر في قيمة الـ.PageRank
- الـ PageRank يعتمد على الروابط القادمة للصفحة ولكن ليس عليها فقط بل يعتمد على جودتها وترابطها.
- إذا كان لديك صفحة ولنقل أن قيمة الـ PageRank لها 7 ولم يكن في هذه الصفحة سوى رابط واحد فسيستفيد هذا الرابط بشكل كبير أما ان كان في هذه الصفحة 10 روابط فسيتم توزيع قيمة الـ PageRank بينهم.
- من الممكن أن يحذف موقعك من قوقل إذا كان يضع روابطا لمواقع المحذوفة لذلك تأكد دائما من المواقع التي تريد إضافتها لموقعك لصداقة محركات البحث وبالأخص قوقل صاحب الشعبية الأكبر بين مستخدمي الانترنت حول العالم.
- محرك البحث جوجل يعتبر الرابط من صفحة أ إلى الصفحة ب على أنه تصويت لصالح ب.
- إضافة موقعك في دليل DMOZ لايعطيك أي أفضلية في حساب الـ PageRank ماتحصل عليه من دليل DMOZ هو نفس مايمكن أن تحصل عليه من أي صفحة أخرى لها نفس القيمة لكن ميزة مشروع الدليل المفتوح هو أن بياناته تستخدم في الكثير من المواقع الأخرى.
- محتويات الصفحة لايتم أخذها بالاعتبار عند حساب الـPageRank
- حكومة وغيرها من نطاق(انترنت)النطاقات الحكومية ليس لها أي ميزة خاصة في حساب الـ PageRank ويرجع ارتفاع قيمتها غالبا لأن الروابط المؤدية إليها كثيرة والروابط الخارجة منها لمواقع أخرى قليلة.
- تحاول غوغل ان تبنى مبدا الموضوعية في تحديد ال PageRank وذلك بان ال PageRank لموقع ما يجب أن يعكس شعبية ذلك الموقع. وحيث ان زياد الطلب علي موقع ما وزيادة عدد مشاهديه والذين وصلوا اليه عن طريق غوغل دلالة علي شعبية ذلك الموقع فان هذا أيضا يؤدي إلى زياده ال PageRank لهذا الموقع.
- هناك تقنية مدروسة لتحسين ال PageRank لموقع ما تسمى هذه التقنية Search Engine Optimization S.E.O تحاول هذه التقنية الاستفادة من قواعد غوغل في تحديد ال PageRank لتقوم بتحسين الموقع في نتائج البحث من خلال تنغيم عوامل معينة في الموقع مثل المحتوى والتركيب وكلمات البحث المناسبة للموضوع.